# Francesco Sforza (cardeal)
Francesco Sforza (Parma, 6 de novembro de 1562 - Roma, 9 de setembro de 1624) foi um cardeal do século XVII.

## Biografia
Nasceu em Parma em 6 de novembro de 1562. Filho de Sforza Sforza e sua segunda esposa, Caterina de' Nobili. Ele era conde de S. Fiora, marquês de Varci e de Castel Acquaro. Sobrinho dos cardeais Guido Ascanio Sforza di Santa Fiora (1534), Roberto de' Nobili (1553) e Alessandro Sforza (1565). Sobrinho-neto do Papa Paulo III (1534-1549). Parente do cardeal Federico Sforza (1645).
Recebeu uma educação militar sob Ottavio Farnese, duque de Parma e mais tarde na corte de Francesco I, grão-duque da Toscana. Estudou latim, retórica, matemática, filosofia, moral e política; ele tinha uma memória muito boa que lhe permitia lembrar o que havia lido apenas uma vez..
Casou-se com a irmã do grão-duque Francesco e aos dezoito anos serviu na Flandres sob o comando de seu primo, o famoso Alessandro Farnese, e comandou as tropas italianas; O rei Felipe II da Espanha nomeou-o general dessas tropas. Teve dois filhos ilegítimos, Caterina e Sforzino, que foram legitimados pelo Papa Clemente VIII em 5 de julho de 1599. Após a morte de sua esposa, incentivado pelo casamento de sua irmã Costanza com Giacomo Boncompagni, filho legitimado do Papa Gregório XIII, tornou-se clérigo romano e ascendeu rapidamente, mesmo não sendo ainda sacerdote, a altos cargos curiais. Cânon do capítulo de S. Nicola em Carcere; manteve o cargo após sua promoção ao cardinalato..
Criado cardeal diácono no consistório de 12 de dezembro de 1583; recebeu o gorro vermelho e a diaconia de S. Giorgio em Velabro, em 6 de janeiro de 1584. Participou do conclave de 1585, que elegeu o Papa Sisto V. Participou do Conclave de setembro de 1590, que elegeu o Papa Urbano VII. Participou do Conclave do outono de 1590, que elegeu o Papa Gregório XIV. Participou do conclave de 1591, que elegeu o Papa Inocêncio IX. Participou do conclave de 1592, que elegeu o Papa Clemente VIII. Legado na Romagna, 20 de julho de 1591 até 1597; sua principal tarefa era livrar o território dos bandidos, o que conseguiu em um mês com a morte de 800 deles, devolvendo a paz e tranquilidade à província. Representou o Papa Clemente VIII no batismo de Cosme, grão-duque da Toscana, seu sobrinho. Acompanhou aquele pontífice a Ferrara em 1598. Participou do Conclave de março de 1605, que elegeu o Papa Leão XI. Coroado Papa Leão XI, em 10 de abril de 1605. Participou do Conclave de maio de 1605, que elegeu o Papa Paulo V. Coroado Papa Paulo V, em 29 de maio de 1605..
Ordenado em 1614. Optou pela ordem dos cardeais presbíteros e pelo título de S. Matteo em Merulana, 13 de novembro de 1617. Cardeal protoprete ..
Optou pela ordem dos cardeais bispos e pela sé suburbicária de Albano, em 5 de março de 1618. Consagrou, terça-feira, 1º de maio de 1618, capela apostólica do Palácio Quirinale, Roma, pelo Papa Paulo V, auxiliado pelos cardeais Benedetto Giustiniani, Andrea Peretti de Montalto, Alessandro Orsini e Scipione Cobelluzzi; o novo bispo foi auxiliado pelos cardeais Scipione Borghese e Giulio Savelli. Optou pela sede suburbicária de Frascati, em 6 de abril de 1620. Participou do conclave de 1621, que elegeu o Papa Gregório XV. Participou do conclave de 1623, que elegeu o Papa Urbano VIII. Optou pela sede suburbicária de Porto e Santa Rufina, em 27 de setembro de 1623. Vice-decano do Sacro Colégio dos Cardeais. Seu modo de vida e o desenvolvimento de sua carreira certamente não correspondiam ao ideal borromeu de bispo da época. No entanto, por suas incontestáveis habilidades militares, ele prestou grandes serviços para a Santa Sé e, embora não pertença aos prelados altamente estimados de hoje, sem o seu serviço, o estado da igreja certamente não teria sobrevivido..
Morreu em Roma em 9 de setembro de 1624. Enterrado na igreja de S. Bernardo alle Terme, fundada por sua mãe vinte e quatro anos antes de sua morte..